# Cyril Lemoine
Cyrille 'Cyril' Lemoine (Tours, 3 de marzo de 1983) es un ciclista francés que fue profesional entre 2005 y 2022.

## Biografía
Debutó en 2005 con el equipo Crédit Agricole, cosechando buenos resultados, quedando segundo en una etapa de la Vuelta a Austria. A finales de 2008 se fue del equipo debido a su desaparición y fichó por el Skil Shimano.
Para la temporada 2010 fichó junto con su compañero de equipo, Jonathan Hivert, por el conjunto francés Saur-Sojasun.
Tenía pensado retirarse tras la París-Roubaix 2023, pero después de la desaparición del B&B Hotels-KTM, su equipo por aquel entonces, decidió poner fin a su carrera al finalizar el año 2022.

## Palmarés
No consiguió ninguna victoria como ciclista profesional.

## Resultados en Grandes Vueltas y Campeonatos del Mundo
Durante su carrera deportiva consiguió los siguientes puestos en las Grandes Vueltas y en los Campeonatos del Mundo:
| Carrera         | Carrera         | 2005 | 2006  | 2007 | 2008  | 2009  | 2010 | 2011 | 2012  | 2013  | 2014  | 2015  | 2016  | 2017  | 2018 | 2019 | 2020 | 2021 | 2022  |
| --------------- | --------------- | ---- | ----- | ---- | ----- | ----- | ---- | ---- | ----- | ----- | ----- | ----- | ----- | ----- | ---- | ---- | ---- | ---- | ----- |
|                 | Giro de Italia  | —    | —     | —    | —     | —     | —    | —    | —     | —     | —     | —     | —     | —     | —    | —    | —    | —    | —     |
|                 | Tour de Francia | —    | —     | —    | —     | 144.º | —    | —    | 136.º | 112.º | 110.º | —     | 137.º | 128.º | —    | —    | —    | Ab.  | 112.º |
|                 | Vuelta a España | —    | 134.º | —    | 100.º | —     | —    | —    | —     | —     | —     | 61.º  | —     | —     | —    | —    | —    | —    | —     |
| Mundial en Ruta | Mundial en Ruta | —    | —     | —    | —     | —     | —    | —    | —     | —     | —     | 100.º | Ab.   | —     | —    | —    | —    | —    | —     |

—: no participa

Ab.: abandono

## Equipos
- Crédit Agricole (2005-2008)
- Skil Shimano (2009)
- Sojasun (2010-2013)
  - Saur-Sojasun (2010-2012)
  - Sojasun (2013)
- Cofidis (2014-2020)
  - Cofidis, Solutions Crédits (2014-2019)
  - Cofidis (2020)
- B&B Hotels-KTM (2021-2022)
  - B&B Hotels p/b KTM (2021)
  - B&B Hotels-KTM (2022)